# Донской 6-й казачий полк
6-й Донской казачий генерала Краснощёкова полк — воинское формирование, существовавшее с 1875 по 1918 год. Дислоцировалось в городе Прасныше Плоцкой губернии (ныне Пшасныш, Польша), входило во 2-ю бригаду 6-й кавалерийской дивизии 15-го армейского корпуса Варшавского военного округа.

## Ранние формирования полка
2-й Донской казачий полк являлся прямым наследником Донского казачьего Иловайского 11-го полка, который был сформирован в середине первого десятилетия XIX века и принимал участие в русско-турецкой войне 1806—1812 годов. В 1812 году полк отличился во множестве дел с французами как при изгнании Наполеоновской армии из России, так и в последующих в 1813—1814 годах Заграничных походах.
Впервые Донской казачий полк под № 2 был сформирован 26 мая 1835 года на основании нового положения о Донском казачьем войске. Периодически этот полк созывался в строй и распускался на льготу, также менялся его текущий номер (в зависимости от свободного номера полка при созыве). Кроме номера в названии полка также положено было означать и имя его текущего командира.

## Окончательное формирование полка
В 1874 году с Дона на внешнюю службу был вызван очередной Донской казачий № 34 полк и 27 июля 1875 года он был назван Донской казачий № 6-го полк. С этих пор оставался первоочередным и более на льготу не распускался. В нём как правило служили казаки Второго Донского округа.
С 26 августа 1904 года вечным шефом полка был назван генерал-майор Фёдор Иванович Краснощёков, и его имя было присоединено к имени полка.
В 1914—1917 годах полк принимал участие в Первой мировой войне.
Одним из последних в 1918 г. оставил занимаемые позиции на румынском фронте и 29 января  в почти полном штатном составе, при всех офицерах, под командой войскового старшины Тацина (пройдя с боями от Екатеринослава) прибыл в Новочеркасск.

## Знаки отличия полка
- Полковое Георгиевское знамя с надписью «За отличную храбрость и поражение неприятеля в Отечественную войну 1812 года», пожалованное 29 апреля 1869 года (отличие унаследованно от Донского казачьего Иловайского 11-го полка, которому знамя с этой надписью было пожаловано 8 октября 1813 года).
- Одиночные белевые петлицы на воротнике и обшлагах нижних чинов, пожалованные 6 декабря 1908 года.

## Командиры полка
- 06.10.1884 — 04.03.1893 — полковник Смирнов, Николай Михайлович
- 04.03.1893 - 04.10.1895 полковник М.Х.Авраамов
- 01.11.1895 - 29.10.1900 полковник М.И.Черкесов
- 31.01.1901 — 01.06.1903 — полковник Дьяков, Николай Яковлевич                                                                                                                                                                 11.06.1903 - 01.05.1910 — полковник Хоперсков, Антон Васильевич
- 04.06.1910 — 13.03.1915 — полковник Исаев, Алексей Николаевич
- 08.04.1915 - 20.03.1917 - полковник К.К.Мамантов
- 30.04.1917 - полковник Д.Т.Ляхов
- февраль 1918- войсковой старшина Тацин